# Raha (Népal)
Pour les articles homonymes, voir Raha.
Raha (en népalais : रह) est un comité de développement villageois du Népal situé dans le district de Dolpa. Au recensement de 2011, il comptait 923 habitants.